# レンセラー工科大学
レンセラー工科大学（英: Rensselaer Polytechnic Institute、略称：RPI）は、アメリカ合衆国のニューヨーク州トロイに位置する私立工科大学、STEM (Science 〈科学〉、Technology 〈技術〉、Engineering 〈工学〉、Mathematics 〈数学〉) に特化した研究大学である。英語圏では最古の技術系大学であり、1824年にスティーブン・ヴァン・レンセリア (Stephen Van Rennselaer III) およびエーモス・イートン (Amos Eaton) によって設立された。
275エーカー（111ヘクタール）ほどのキャンパスはハドソン川とトロイ市を臨む高台に建設されており、伝統建築と近代建築が融合している。RPI はキャンパス内で小規模事業開発支援を行うほか、キャンパス近郊に位置し1,250エーカー（510ヘクタール）の広さを誇るレンセリア・テクノロジー・パーク (Rensselaer Technology Park) の運営も行っており、様々な技術を研究室から市場へと橋渡しする好例としてよく知られている。
US News and World Report誌の大学評価では毎年全米の総合ランキングで40位前後に位置づけられている。 2017年の新入生の平均SAT点数は1400点（満点1600点）であり、高校在学時の学年順位で上位10%内に位置していた学生の数が全体の62%を占める2016年では57%の学生が工学関連を専攻し、29%の学生が科学関連を専攻している。

## ランキング

### 主要世界大学ランキング
- THE世界大学ランキング: 第301-350位（2018年度）[7]
- QS世界大学ランキング: 第364位（2018年度）[8]
- CWUR世界大学ランキング: 第301位（2017年度）[9]

### U.S.News & World Report大学ランキング
- 全米大学総合ランキング：第42位（2018年度）[10]
- 世界大学ランキング: 第434位（2018年度）[11]

US NEWS主要研究課程ランキング(2019)
- 工学: 第41位
  - 原子力工学: 第13位
  - IE: 第17位
  - 航空宇宙工学: 第23位
  - 材料工学: 第24位
  - 機械工学: 第30位
  - 化学工学: 第30位
  - 計算機工学: 第31位
  - 電気工学: 第35位
  - 土木工学: 第35位
  - 環境工学: 第41位
  - 医用生体工学: 第42位

- 計算機科学: 第55位
- 物理学: 第56位
- 化学: 第73位
- 生物学: 第73位
- 数学: 第55位
- 心理学: 第98位
- 地球科学: 第54位
- 純粋芸術: 第33位

## 著名な出身者
主要記事：w:List of Rensselaer Polytechnic Institute people
- アイヴァー・ジェーバー - 物理学者、1973年ノーベル物理学賞受賞者
- レイ・トムリンソン - 電子メール発明者
- マーシャン・ホフ - マイクロプロセッサ発明者
- スティーブン・サッソン（英語版） - デジタルカメラ発明者
- カーティス・プリエム（英語版）- NVIDIA創設者
- ジョン・ホール - Linux International代表
- エリー・キーナン - 日本アイ・ビー・エム社長
- サミュエル・ウィリアムズ（ペリー艦隊通訳、日本へのキリスト教宣教勧告を行った先鞭者、レンセラー工科大学教授、イェール大学教授、中国学者）
- 平井清二郎 - 鉄道技術者、北海道庁赤レンガ庁舎設計者
- ジョージ・ワシントン・ゲイル・フェリス・ジュニア - 観覧車の発明者
- ワシントン・ローブリング - ブルックリン橋建設の技師